# Понкратенко Олег Анатолійович
Понкратенко Олег Анатолійович (18 квітня 1960 р., м. Красноярськ, Росія) — фізик. Доктор фізико-математичних наук (2017), завідувач фізики важких іонів Інституту ядерних досліджень НАН України, лауреат Державної премії України в галузі науки і техніки (2019). У 2025 році був обраний членом-кореспондентом Національної академії наук України. Спеціаліст в галузі експериментальної ядерної фізики, автор понад 110 статей, перерахованих у бібліографічній базі даних Scopus, з h-індексом = 22. 

## Вибрані праці
- O.A. Ponkratenko, V.I. Tretyak, Yu. G. Zdesenko, Event Generator DECAY4 for Simulating Double-Beta Processes and Decays of Radioactive Nuclei, Phys. At. Nucl. 63 (2000) 1282.

- A.A. Rudchik et al., 7LI + 11В elastic and inelastic scattering in a coupled-reaction-channelsapproach // Phys. Rev. C 72 (2005) 034608.

- S.Yu. Mezhevych et al., Cluster structure of 17O // Phys. Rev. C 95 (2017) 034607.

- A.T. Rudchik et al., 12C(15N, 14C)13N reaction at 81 MeV. Competition between one and two particle transfers // Nucl. Phys. A 992 (2019) 121638.

- A.T. Rudchik et al., Comparison of 10B + 6Li and 10B + 7Li elastic scattering: The role of ground state reorientation and breakup // Phys. Rev. C. 06 (2022) 014615.

- А.Т. Rudchik et al., Reaction 10В(15N,14С)11С at energy 81 MeV, spectroscopic factors and interaction of 14С + 11С nuclei  // Nucl. Phys. At. Energy. 24 (2023) 22.